# Električna snaga
Električna snaga (oznaka P) je brzina promjene električne energije E s vremenom t. Ako je tok energije stalan, električna se snaga može iskazati količnikom: 
{\displaystyle P={\frac {E}{t}}}
Kako je električna energija razmjerna električnom naponu U, jakosti električne struje I i vremenu t, ona je pri stalnoj istosmjernoj struji: 
{\displaystyle E=U\cdot I\cdot t}
a iz toga slijedi da je električna snaga jednaka umnošku električnoga napona i električne struje: 
{\displaystyle P=U\cdot I}
Mjerna jedinica električne snage je umnožak volta i ampera, koji se naziva vat (W). Električna snaga izvora jednaka je brzini kojom će se u izvoru pretvorbom stvarati električna energija, a snaga trošila brzina je kojom će u trošilu električna energija obavljati rad. Zato se snaga trošila može izraziti i kao brzina obavljanja rada. Posebno za elektrotermička trošila, kojima je glavno obilježje radni (takozvani omski) električni otpor R. Primjenom Ohmova zakona za istosmjernu struju može se dobiti da je snaga trošila:
{\displaystyle P={I^{2}}\cdot R={\frac {U^{2}}{R}}}

## Snaga izmjenične struje
Snaga istosmjerne struje jednaka je umnošku njene jakosti I i napona U, to jest:
{\displaystyle P=U\cdot I}
To isto vrijedi i za izmjeničnu struju ako je jakost i napon u fazi, to jest φ = 0. 
Veličina koja se dobije množenjem napona i jakosti izmjenične struje je
{\displaystyle S=U\cdot I}
a zove se prividna snaga. Ako struja i napon nisu u fazi, te je 0° < φ < 90°, onda je (stvarna) radna snaga manja od prividne, pa njena veličina ovisi o faznom pomaku φ između jakosti i napona. U tom je slučaju radna snaga izmjenične struje:
{\displaystyle P=U\cdot I\cdot \cos \varphi }
Omjer između radne P i prividne S  snage zove se faktor snage ili kosinus φ, pa je:
{\displaystyle \cos \varphi ={\frac {P}{S}}={\frac {P}{U\cdot I}}}
Ako je fazni pomak φ = 90°, onda je radna snaga izmjenične struje jednaka nuli.

### Nazivna snaga
Nazivna snaga je snaga za koju je električni uređaj konstruiran (dimenzioniran) kako bi uz nju trajno radio (nazivno stalno opterećenje). Kratkotrajno preopterećenje je vrijeme u kojem uređaj može biti podvrgnut opterećenju višemu od nazivnoga bez opasnosti od oštećenja. Kod poluvodičkih elektroničkih elemenata i sklopova (dioda, tranzistor, pojačalo, pretvornik; integrirani sklop), je statička i dinamička opteretivost, što odgovara snazi, ovisna o mikroenergijskome rasporedu.
Pri izmjeničnoj električnoj struji električna je snaga promjenljiva, a njezina trenutačna vrijednost jednaka je umnošku trenutačnih vrijednosti električnog napona i struje. Za sinusne je struje snaga: 
{\displaystyle P=U\cdot I\cdot \cos \varphi }
gdje su: U i I efektivne vrijednosti napona i struje, a φ kut faznoga pomaka, pa je cos φ faktor snage, koji ovisi o vrsti trošila priključenoga na izvor napona.
Na grafičkom prikazu sinusne izmjenične struje, umnoškom vrijednosti sinusoide napona i sinusoide struje dobije se krivulja trenutačnih vrijednosti snage. Vrijednosti električne snage mjenjaju se dvostruko brže od frekvencije izmjenične struje. Ovisno o kutu faznoga pomaka φ, razlikovat će se položaj krivulje trenutačnih vrijednosti snage prema vremenskoj osi koordinatnoga sustava. Tri su svojstvena položaja: za omski otpornik φ = 0, za idealnu električnu zavojnicu φ = 90° te za stvarno trošilo, na primjer električni motor, 0 < φ < 90°. Krivulja snage za kut faznog pomaka φ = 0 ima samo pozitivne ordinate, a za φ ≠ 0 ima i pozitivne i negativne ordinate. Posebno, krivulja snage čisto jalovog trošila (induktivnoga: φ = 90°, ili kapacitivnoga: φ = – 90°) simetrična je s obzirom na vodoravnu os koordinatnog sustava, što znači da joj je negativna polovica jednaka pozitivnoj.
Površina što je zatvara krivulja snage s vremenskom osi predstavlja električnu energiju, jer je to umnožak snage i vremena. Za kut faznog pomaka φ = 0 sva je energija pozitivna, što znači da se u toplinskom trošilu (otporniku) sva energija iz izvora pretvara u toplinu. Za φ = 90° energija je u jednoj polovici perioda toliko pozitivna koliko je u drugoj negativna, pa je ukupna utrošena energija jednaka nuli, uz cos 90° = 0 slijedi P = U I cos φ = 0. Sinusna struja, koja je prema naponu vremenski pomaknuta za jednu četvrtinu perioda T, što odgovara faznomu kutu od 90°, naziva se jalovom strujom, jer ne obavlja koristan rad. Ako je 0 < φ < 90°, tada je dio energije predan trošilu veći nego dio što se vraća u izvor, to jest energija u trošilu pretvorena je u neki koristan rad. Srednja se snaga, a time i dio energije pretvoren u rad, smanjuje ako se fazni pomak povećava.

### Radna snaga
Radna snaga ili aktivna snaga je snaga o kojoj ovisi rad trošila. Dana je izrazom: 
{\displaystyle P=U\cdot I\cdot \cos \varphi }
a mjeri se mjernom jedinicom vat (W).

### Prividna snaga
Prividna snaga je umnožak napona i struje i određena je izrazom: 
{\displaystyle S=U\cdot I}
a mjeri se mjernom jedinicom voltamper (VA).

### Jalova snaga
Jalova snaga ili reaktivna snaga je snaga koja se ne pretvara u  koristan rad trošila, a potrebna je u elektroenergetskoj mreži za stvaranje izmjeničnog magnetskog polja kojega u svojem radu koriste neki električni strojevi izmjenične struje (električni motori, transformatori i prigušnice). Određena je izrazom: 
{\displaystyle Q=U\cdot I\cdot \sin \varphi }
a mjeri se mjernom jedinicom voltamper reaktivni (VAr). Budući da kod prijenosa električne energije jalovi dio opterećuje mrežu, treba ga održavati na najnižim mogućim vrijednostima. U uređajima za kompenzaciju jalove snage, najčešće energetskim kondenzatorima, koristi se pojava međusobnog poništavanja induktivne i kapacitivne jalove snage. Ako se grafički s pomoću dužina prikažu radnu snaga P = UIcos φ i S = UI, te veličine zatvaraju kut φ, pa se dužinom Q = UIsin φ može sastaviti pravokutan trokut u kojem je jalova snaga veličina okomita na radnu snagu.

## Snaga trofaznog sustava
Snaga trofaznog sustava jednaka je zbroju snaga pojedinih faza. 
Za simetrično opterećeni trofazni sustav sve su tri snage pojedinih faza jednake pa je ukupna radna snaga svih triju faza određena izrazom:
{\displaystyle P=3\cdot U_{f}\cdot I_{f}\cdot \cos \varphi ={\sqrt {3}}\cdot U_{l}\cdot I_{l}\cdot \cos \varphi }
Gdje je:
- {\displaystyle P} - radna snaga trofaznog sustava (za sve tri faze zajedno)
- {\displaystyle U_{f}}- fazni napon
- {\displaystyle I_{f}} - fazna struja
- {\displaystyle U_{l}} - linijski napon, napon između dvije linije (žice) trofazne struje, obično 400 V (nekoć je bio 380 V)
- {\displaystyle I_{l}} - linijska struja, struja koju se može izmjeriti da teče svakom pojedinom žicom (linijom) prema trošilu
- {\displaystyle \cos \varphi } - faktor snage, potrebno ga je odrediti za svaki sustav, često piše na pločici trofaznog motora

Vrijednosti {\displaystyle U_{f}} i {\displaystyle I_{f}} nije moguće odrediti ako ne znamo radi li se o zvijezda Y-spoju ili o trokut Δ-spoju. Zato je najbolje koristiti u oba slučaja važeću formulu s linijskim vrijednostima {\displaystyle U_{l}} i {\displaystyle I_{l}} jer njih možemo izmjeriti izvana.
Na jednak se način mogu odrediti prividna i jalova snaga takva sustava.